# یزدان‌خواست
یَزدان‌خواست ملقب به ماشاءالله حکیم از ستاره‌شناسان برجستهٔ ایرانی در سده، ۲ هجری بوده است.
وی در دربار منصور عباسی به همراه ستاره‌شناسان دیگر ایرانی از جمله نوبخت (که ادعا داشت از خاندان گیو است)، یحیی بن ابی منصور (بزیست فیروزان)، فضل بن سهل سرخسی، سهل بن بشر، ابومعشر بلخی، ابن فرخان طبری و ابویوسف یعقوب بن علی قصرانی حضور داشت.
دست کم سه نفر از آنان در تهیه زایچه شهر بغداد شرکت کرده بودند.